# Кошки в Древнем Египте

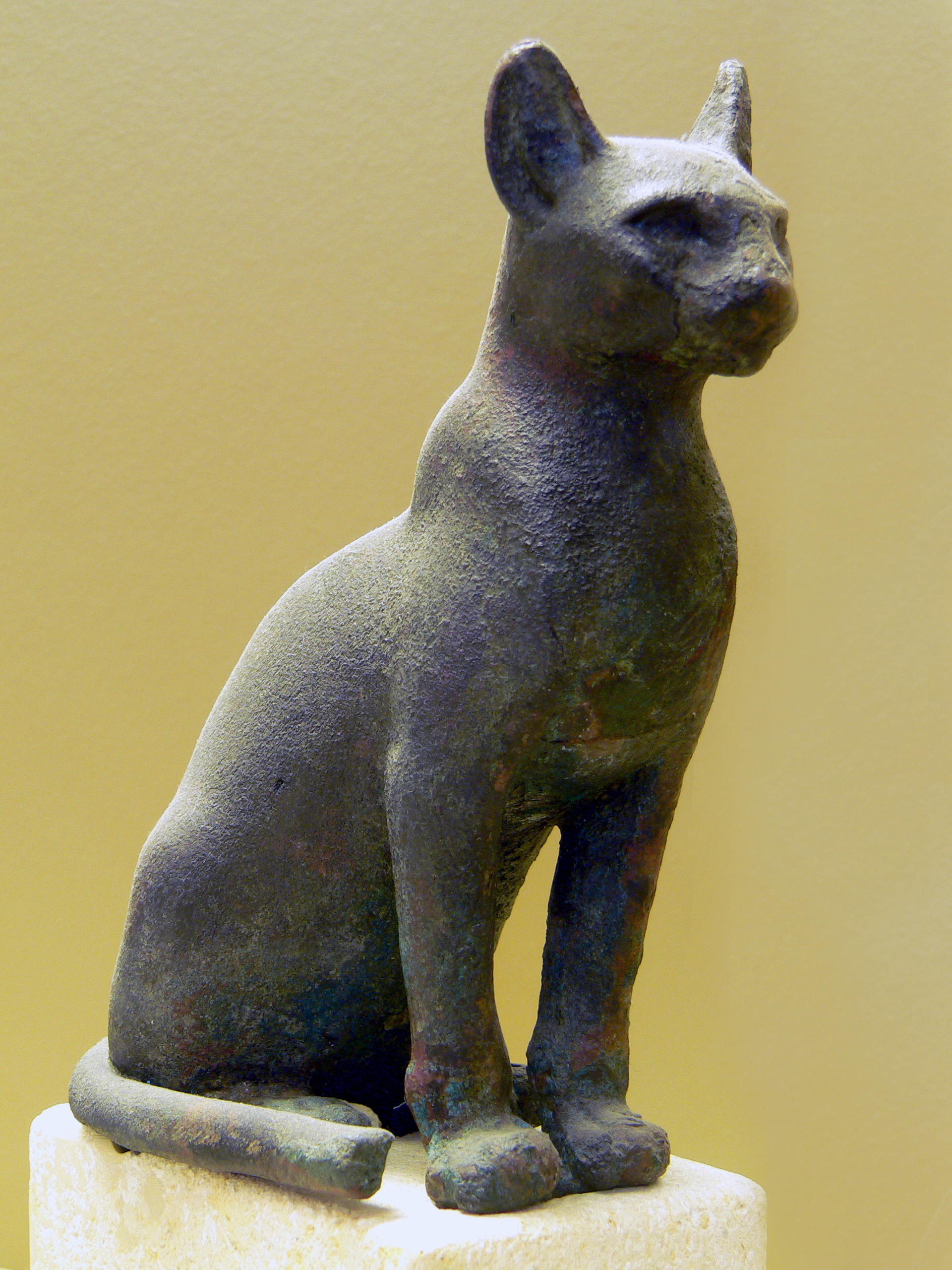
Статуэтка кошки

Кошка была одним из многих животных, которым поклонялись в Древнем Египте. Она являлась символом плодородия и солнца.

## Дикие кошачьи

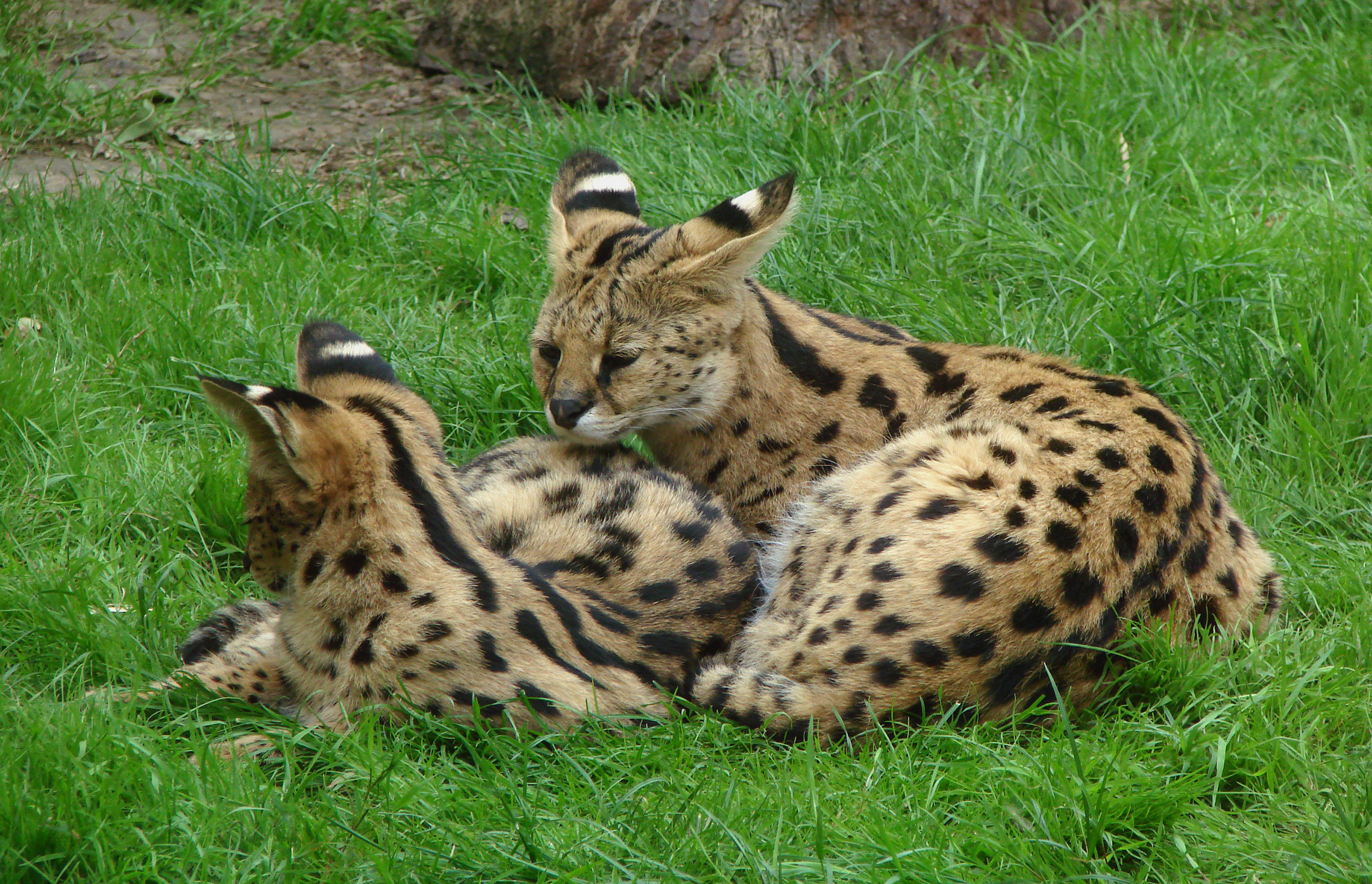
Сервал

Известно о представителях трёх видов из мелких диких кошачьих, живших в Древнем Египте.
Дикая ливийская, иначе африканская кошка или степная (Felis silvestris lybica) — наиболее распространённая. Подвид, который можно обнаружить в Африке, за исключением Сахары и тропических лесов, а также на Ближнем и Среднем Востоке. Её размер колеблется от 50 до 70 см, а вес — от 3 до 7 кг. Внешне напоминает короткошёрстную домашнюю кошку, но отличается более крупным размером и удлинёнными конечностями. Преимущественно ночное животное, охотящееся в сумерках или ночью. Днём прячется в норах или под деревьями, укрываясь от жары.
Камышовый кот или хаус (Felis chaus) — крупная дикая кошка, живущая на влажных территориях (её можно обнаружить во многих местах вплоть до Азии). Намного крупнее, чем дикая ливийская кошка, но с более короткими лапами, её размер достигает от 60 до 75 см, а вес — от 10 до 15 кг. У неё длинная и тонкая морда, чёрные кисточки на ушах. Шерсть — густого терракотового цвета, с чёрными полосками на лапах.
Сервал (Felis serval) — кошка родом из Нубии (её можно обнаружить от Юга Сахары до Южной Африки). Преимущественно ночное животное, живёт в саванне. Средний размер — примерно 70 см, вес колеблется от 14 до 18 кг, обладает приподнятым телом на длинных лапах. Шерсть покрыта пятнами дикого коричневого цвета, которые просветляются ближе к животу. У неё большие уши, маленькая голова и большие глаза.

## Кошки в повседневной жизни

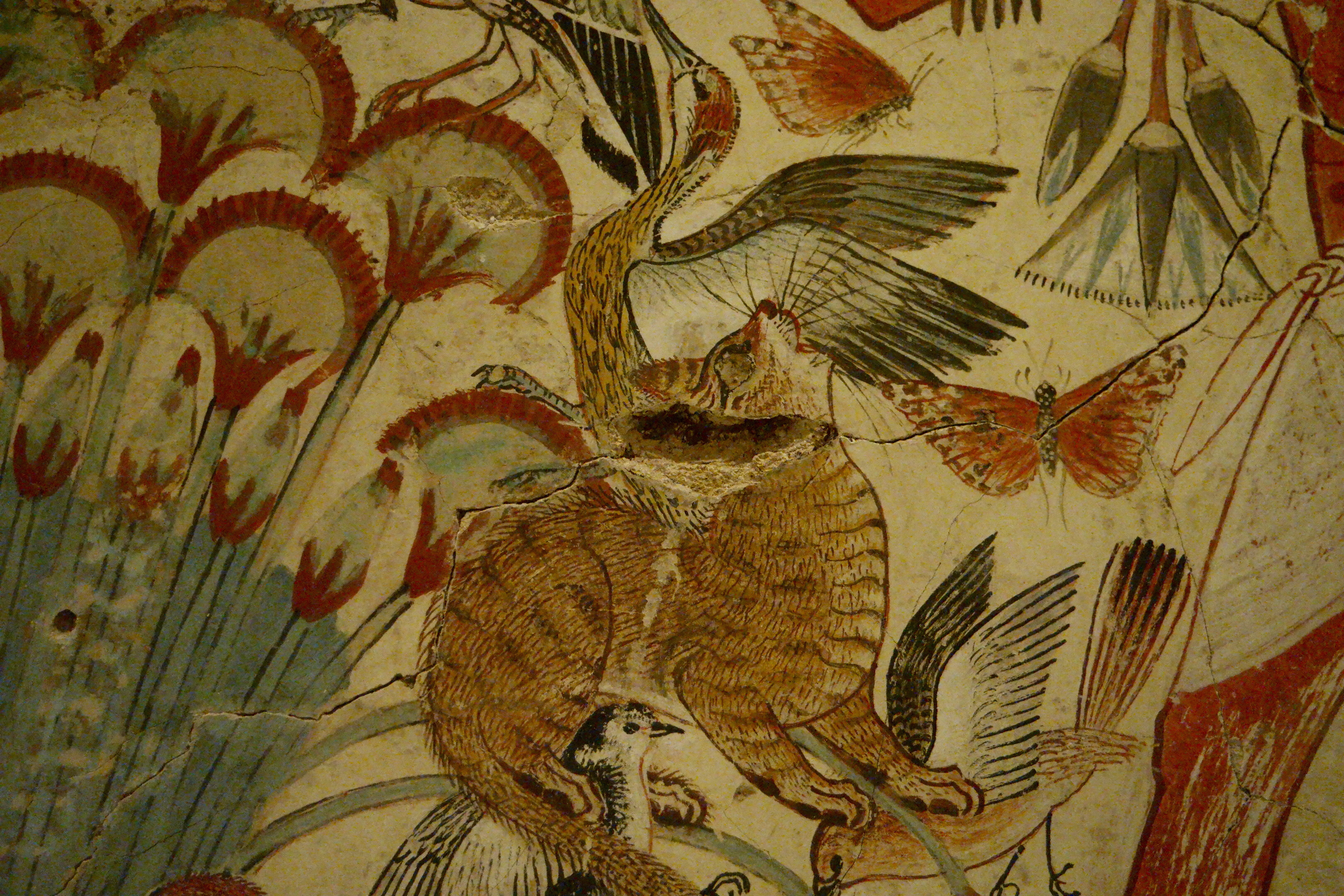
Изображение кота в гробнице Небамона. Зал № 61 в Британском музее

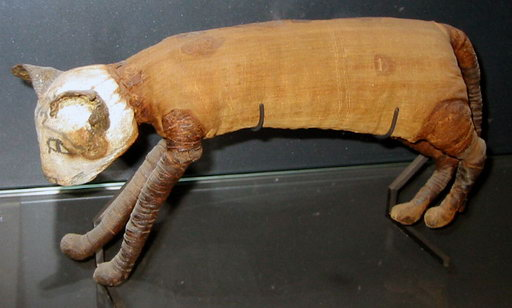
Мумия кошки (Музей Лувр)

В древности египтяне называли кошку ономатопеей «миу», которая имеет транскрипцию «miw» для мужского рода и «miwt» для женского (в русском языке присутствует схожая ономатопея в глаголе «мяукать»). Первой известной кошкой, имевшей собственное имя, была Неджем, принадлежавшая чиновнику по имени Пуимр, жившему во времена фараона Тутмоса III.
| W19 | i | w | E13 |

| W19 | i | w | E13 |

| W19 | i | w | F28 |

| W19 | i | w | F28 |

Длительное время именно Египет считался местом одомашнивания дикой ливийской кошки, но сейчас учёные располагают свидетельствами того, что в регионе «Плодородного полумесяца» и на Кипре кошка была одомашнена намного ранее. Предположительно, одомашнивание кошки в Египте произошло в течение III тысячелетия до н. э. До того, как стать домашним любимцем, ценящимся за свою мягкость, грациозность и беззаботность, кошка, прежде всего, стала оберегающим животным. Охотясь на мелких грызунов, они оберегали амбары, где египтяне хранили свою провизию (прежде всего — пшеницу), жизненно важную для этого сельскохозяйственного народа. Охотясь на крыс, кошки устраняли источник серьёзных заболеваний (таких как чума). Наконец, охотясь на змей (обычно рогатых гадюк), они делали близлежащие окрестности более безопасными.

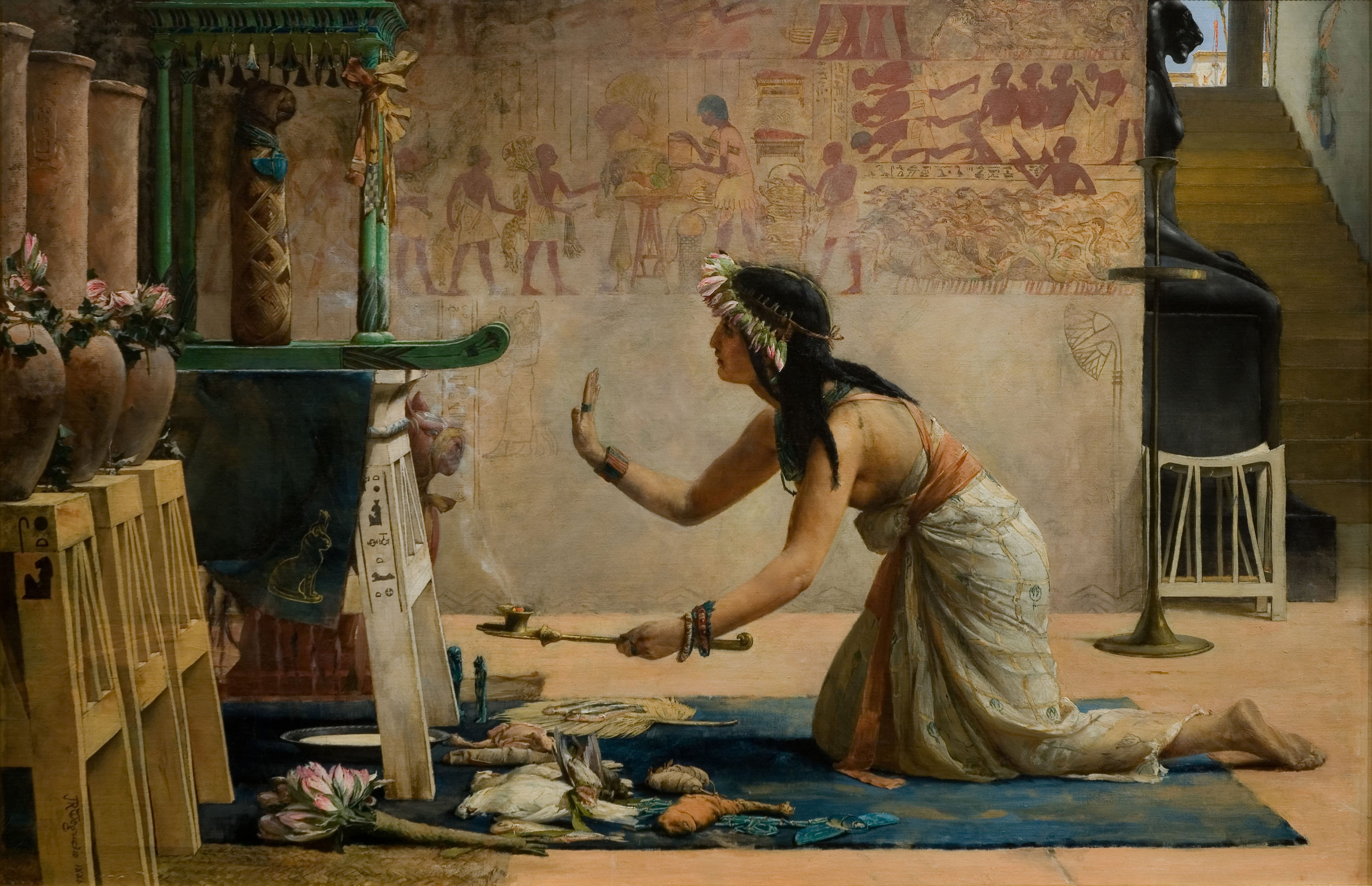
Джон Р. Вегелин.
«Погребение священной кошки» (1886)

На особое место кошек в ряду животных, почитаемых египтянами, обращал внимание ещё древний грек Геродот (ок. 484 — ок. 425 до н. э.). «Отец истории» писал в своей «Евтерпе»:

Хотя у египтян много домашних животных, но их было бы ещё гораздо больше, если бы с кошками не происходило вот какого странного явления. Всякий раз, как у кошек появляются на свет котята, они уже больше не идут к котам, а те, желая с ними спариться, не находят их. Поэтому коты прибегают к такой хитрости: они силой похищают котят у кошек, умерщвляют их, но не пожирают. А кошки, лишившись своих котят и желая снова иметь других, приходят тогда к котам. Ведь это животное любит детёнышей. Во время пожара с кошками творится что‑то удивительное. Египтяне не заботятся о тушении огня, а оцепляют горящее пространство и стерегут кошек, а те всё же успевают проскользнуть между людей и, перескочив через них, бросаются в огонь. Это повергает египтян в великое горе. Если в доме околеет кошка, то все обитатели дома сбривают себе только брови. Если же околевает собака, то все стригут себе волосы на теле и на голове. Трупы кошек отвозят в город Бубастис, бальзамируют и погребают там в священных покоях. Собак же хоронят каждый в своём городе в священных гробницах.— Геродот, «Евтерпа», 66–67.

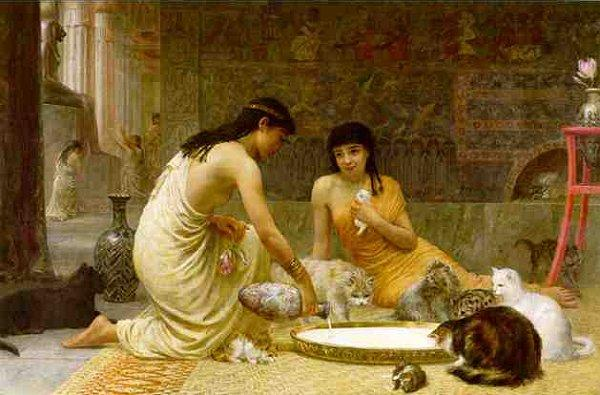
Эдвин Лонг. «Священнодействие в честь Баст» (1888)

По Геродоту, для ухода за своими священными животными (включая кошек) египтяне назначали особых служителей, мужчин и женщин. Должности эти переходили по наследству от отца к сыну. Своё благоговение перед священным животным египтяне выражали следующим образом: «После молитвы богу, которому посвящено данное животное, они стригут своим детям всю голову, половину или только треть головы, и затем взвешивают волосы на серебро. Сколько веса серебра потянут волосы, столько они отдают служительнице, а та за это нарезает рыбы в пищу животным». Умышленное убийство какого-нибудь из священных животных в те времена каралось смертью; неумышленное — уплатой виры, установленной жрецами.

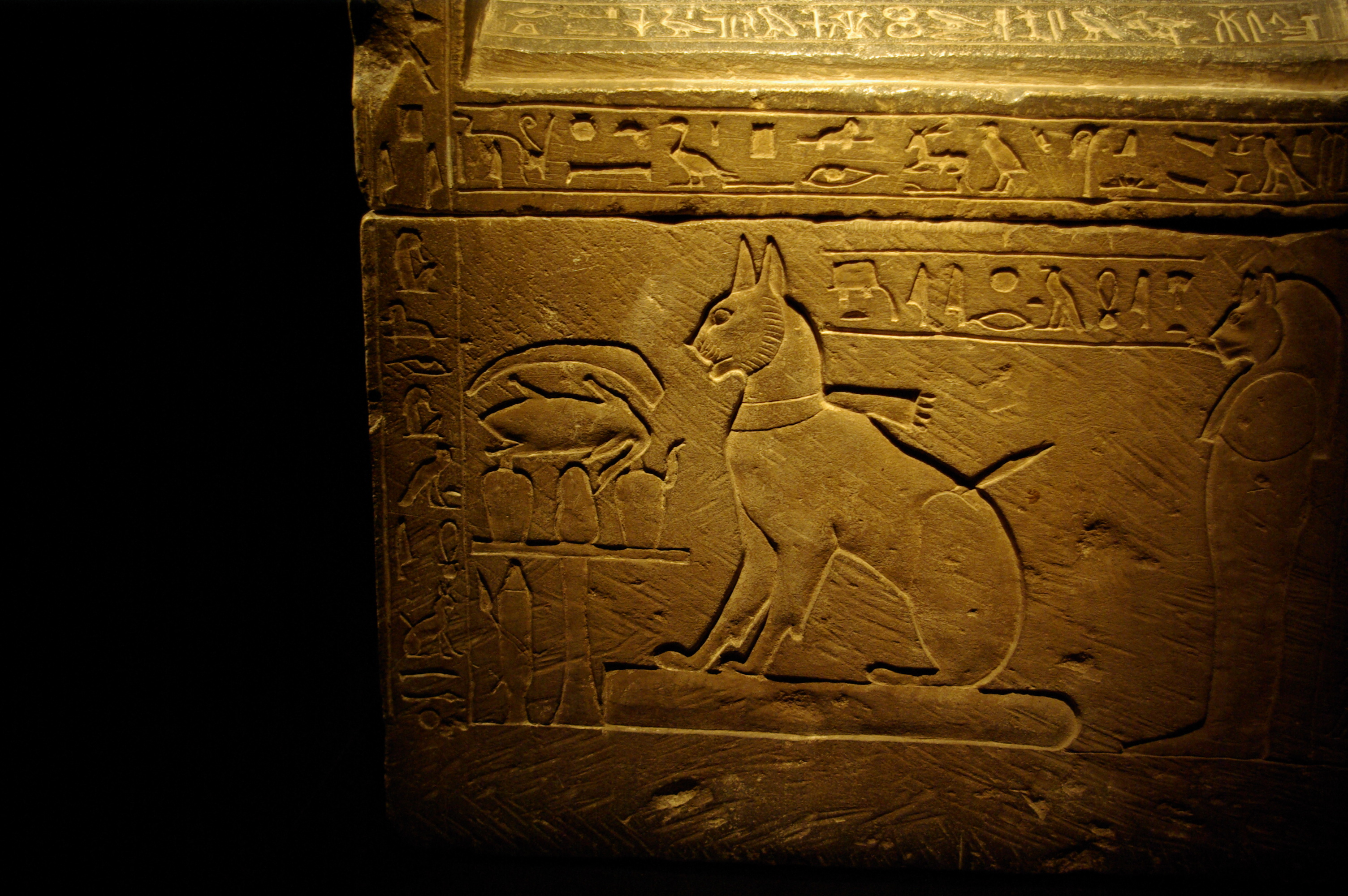
Саркофаг кошки принца Тутмоса Та-миу (XVIII династия). Каирский музей

Спустя 400 лет, в 60 году до н. э., Диодор Сицилийский стал свидетелем расправы толпы над виновником неумышленного убийства кошки: римская повозка случайно переехала египетскую кошку и, вопреки порядкам фараона Птолемея XII, египетский солдат убил возчика («Один римлянин убил кошку, и сбежалась толпа к дому виновного, но ни посланные царём для уговоров власти, ни общий страх, внушаемый Римом, не мог освободить от мести человека, хотя он и совершил это нечаянно»).
Тысячи мумий кошек, обнаруженных на кошачьих кладбищах, наводят нас на мысль о том, что они были наиболее популярными животными в Древнем Египте. Однако большое количество обнаруженных мумий кошек может также объясняться их малым размером (легче похоронить кошку, чем быка). Во дворцах кошки были домашними животными, которых содержали в роскоши. Когда кошка уходила из жизни, её хозяева в знак траура сбривали себе брови. Траур длился семьдесят дней, что соответствует срокам мумификации как человека, так и кошки. Кошка в виде статуэтки или рельефа, нанесённого на саркофаг, может «сопровождать» своего хозяина в загробную жизнь. Изображения кошки также можно найти на многочисленных вазах, драгоценностях и посуде, равно как и на рисунках (под местом женщины, как защитный символ).
В 1888 году египетский феллах наткнулся на большую гробницу, содержавшую огромное (около 80 000) количество мумифицированных кошек. Она относилась к некрополю Бени-Хасана — города, построенного во времена XII и XIII династий Среднего царства.

## Культ

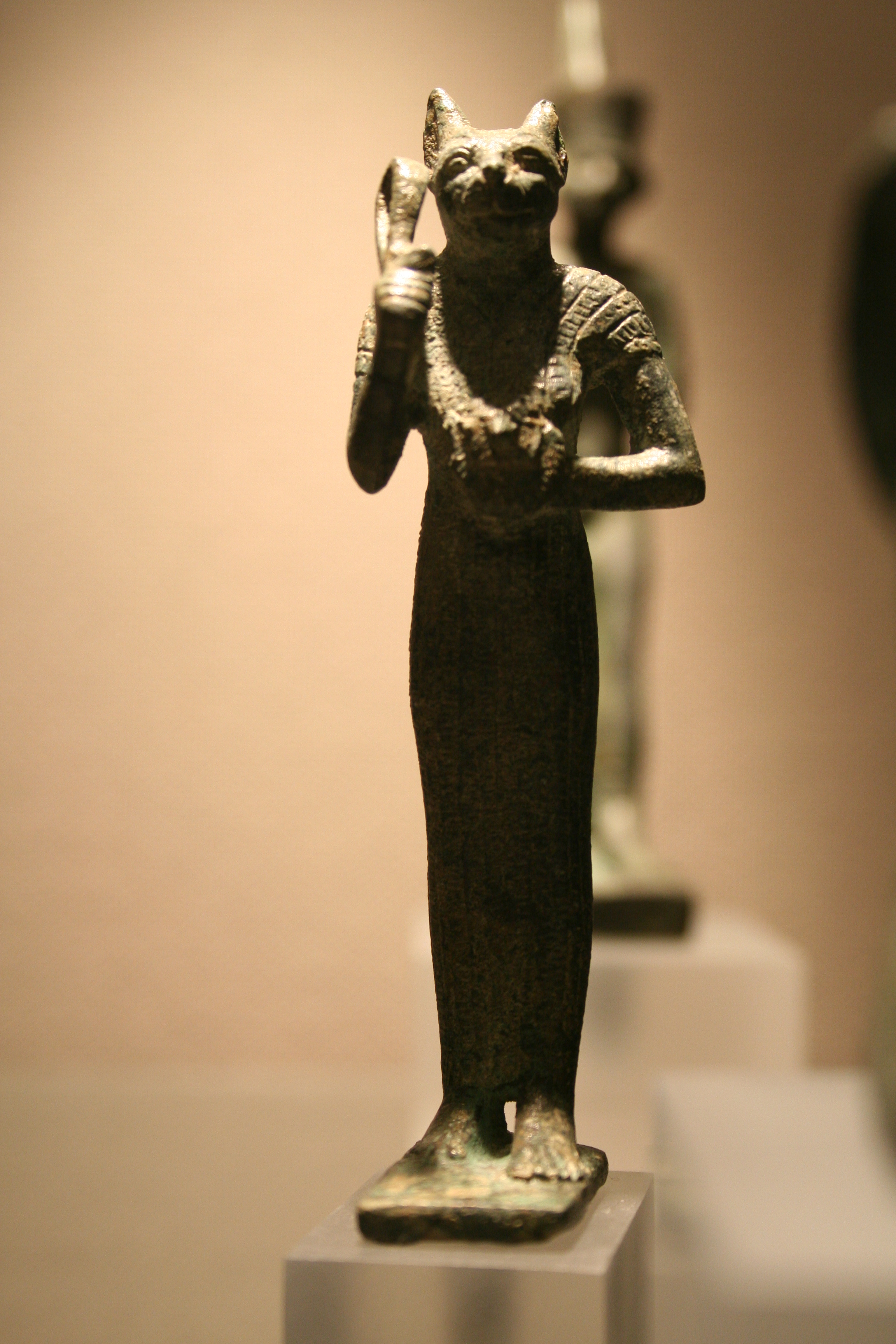
Статуя египетской богини Баст с головой кошки. Египетский музей Лейпцига

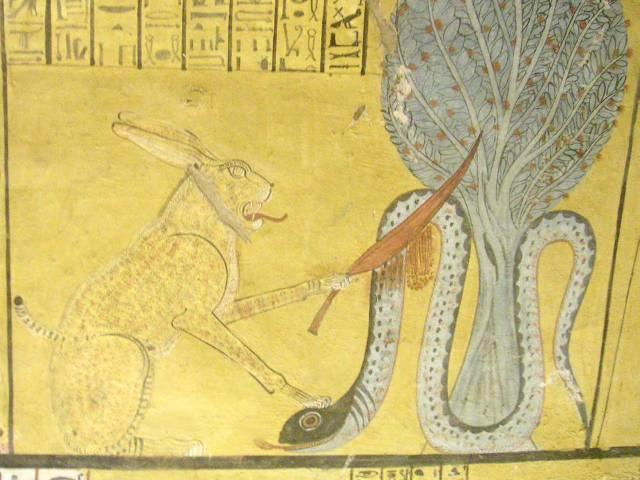
Ра в образе кота убивает змея Апопа

С кошачьими в египетской мифологии ассоциировалось большое количество божеств. Со львицами отождествлялись Сехмет, Тефнут, Мафдет и нубийская Шесемтет. Многие боги, включая Амона, могли изображаться в образе сфинкса; некоторые — непосредственно как львы (например, двуглавый лев Акер). В 17-й главе «Книги мёртвых» один из важнейших богов египетского пантеона, бог солнца Ра, выступает в образе рыжего кота, ежедневно повергающего змея Апопа. Баст — богиня с головой кошки — изначально считалась оберегающей, воинственной львицей. Её образ с течением времени претерпел изменения: она начала отождествляться с приручёнными кошками, лояльными, но дикими.
Со времени, когда кошек начали отождествлять с Баст, их стали мумифицировать. Почести, получаемые ими посмертно, отражали то, что они воплощали в течение каждого дня своей жизни. Греческий историк Геродот описывал, как египтяне бросались в пылающие дома, чтобы убедиться, что внутри нет ни одной кошки. Также Геродот писал, что после смерти кошки семья пребывала в трауре и сбривала себе брови в знак скорби. Другой греческий историк Диодор Сицилийский, побывавший в Египте в 59 г. до н. э., наблюдал, как толпа египтян расправилась без суда с неким римлянином, случайно убившим кошку.

### Бубастис
Хотя культ кошек уже имел важное религиозное значение на заре становления Нового царства, он получил своё развитие, после того как фараон ливийского происхождения Шешонк I возвёл город Бубастис, главное место поклонения богини Бастет, расположенное на востоке дельты Нила, до статуса столицы. Баст стала очень популярной и почитаемой среди населения. Теперь же она стала олицетворять плодородие, материнство, оберег и благосклонность солнца — подобно Сехмет, она стала зваться оком Ра. Благодаря культу кошек, объединявшему тысячи почитателей и паломников, ежегодно на улицы Бубаста прибывало огромное количество людей. Геродот сообщает о «700 000 людей обоего пола, кроме детей», ежегодно посещавших центр поклонения Баст. Имя «Бубастис» стало другим именем Баст.

### Упадок культа кошек
Культ Баст был официально запрещён, попав под действие ряда эдиктов Римского императора Феодосия I Великого 381—394 годов, направленных на борьбу с язычеством. Таким образом, интерес к кошкам в Египте стал постепенно угасать, и хотя они остались в качестве домашних животных, они больше не были объектами поклонения.

## В культуре

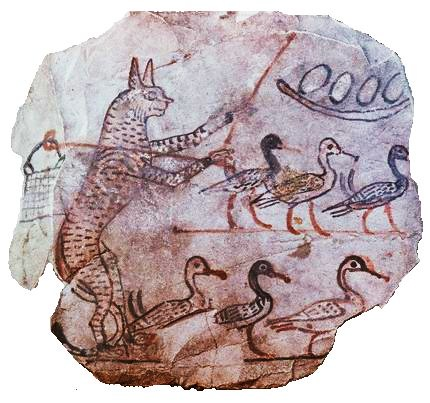
Кот пасёт гусей — сатирический остракон ок. 1120 года до н. э. Каирский музей

В дошедших до наших дней ряде папирусов и остраконов кошки представлены в сатирических образах. Например в Сатирическом папирусе эпохи Рамессидов (ок. 1150 год до н. э.) представлен кот, пасущий гусей, мыши, штурмующие крепость кошки. Они могут обозначать пословицы или рассказы, утраченные сегодня, но понятные древнему египтянину, либо содержат политическую или религиозную сатиру. Подобные сцены повторяются на некоторых обнаруженных остраконах, сосудах, косметических принадлежностях и фигурках Нового царства.
Во II веке до н. э. Полиэн рассказал о хитрости, якобы применённой персидским царём Камбисом II во время битвы при Пелузии (525 год до н. э.): Камбис II приказал поместить кошек и других животных, почитаемых египтянами, перед персидской линией фронта. Египтяне якобы прекратили свои оборонительные операции, и тогда персы завоевали Пелузий.